# 宇都宮頼綱
宇都宮 頼綱（うつのみや よりつな）は、平安時代末期から鎌倉時代前期にかけての武士・御家人・歌人。藤原姓宇都宮氏5代当主。伊予国守護を歴任。歌人としても著名で藤原定家との親交が厚く京都歌壇、鎌倉歌壇に並ぶ宇都宮歌壇を築いた。

## 生涯
治承2年（1178年）頃、宇都宮業綱の子として誕生。その後、源頼朝の乳母であった寒河尼に預けられ、その夫・小山政光の猶子となった。文治5年（1189年）の奥州合戦に紀清両党を従えて従軍し功績を立てる。建久5年（1194年）2月には北条義時の嫡男金剛（後の泰時）の元服の儀に参列する。

### 公田掠領騒動
建久5年（1194年）5月、祖父・宇都宮朝綱が下野国司の野呂行房より公田掠領（百余町）を訴えられ、朝廷によって豊後国国府預かりの身と裁定されてしまう。これは、征夷大将軍でもなかった源頼朝が、名目上では自身のみの采配では配下への扶持等を決裁できなかった時期に、朝廷の決裁を仰がず頼朝が単独で部下の所領配分を行ってしまったために起きた騒動であり、頼朝はこの件を大変憂慮したと云われている。鎌倉の勢力と行動を共にしていた頼綱ら関東の武人達は、名目上は朝廷に直接仕える身であったとはいえ、実際には源頼朝勢の意向に従って行動しており、実質、朝廷の命令であってもそれに実効力を与えていたのは源頼朝であったことから、一説によると頼綱らは頼朝の意向に従い配流地には赴かなかったとも云われている。
何れにせよ、頼朝の働きかけにより頼綱は早々に赦免され、同じく赦免された祖父・朝綱は出家して下野尾羽にて隠居生活を送ることとなり、このとき頼綱が宇都宮家を継いだものと考えられる。頼朝の死後、頼綱は正治元年（1199年）6月に夭逝した頼朝の次女・乙姫の葬儀に供奉し、その10月には他の有力御家人と共に梶原景時の変で景時弾劾に参加している。その後、元久元年（1204年）ころ、伊予国の守護職を与えられた。

### 牧氏の変
元久2年（1205年）6月22日、畠山重忠の乱（畠山事件）が起きる。この際、頼綱は北条氏側に与して功を挙げた。しかし同年閏7月、頼綱の姑にあたる牧の方と北条時政が3代将軍・源実朝の殺害を謀った牧氏の変が発生し、翌8月には頼綱自身に謀反の嫌疑をかけられる。8月7日、頼綱が一族郎従を率いて鎌倉参上を擬し謀反を企てているとの風聞があり、北条義時、大江広元、安達景盛らが北条政子邸に合し、小山朝政を召し出して評議が行われた。その席で大江広元は頼綱の非道と将軍家に対する不忠について指摘し、小山朝政に頼綱を追討するよう主張したが、朝政は頼綱と義理の兄弟である事を理由にその追討を断ったため、頼綱は鎌倉政庁による追討からは逃れられた。8月11日、頼綱は朝政を介して鎌倉政庁に書状を送り謀反の意が無いことを陳述、その後の8月16日には下野において出家するに至った。この折、一族郎従60余人も出家したと伝えられている。8月17日、頼綱は宇都宮を発って鎌倉に向かい、8月19日に鎌倉に到着、北条得宗家に面会を求めるが一度は拒絶される。そこで一族の結城朝光を介して献髪し陳謝の意を表して実信房蓮生（じっしんぼうれんじょう）と号し、京嵯峨野の小倉山麓に庵を設けて隠遁したと云われる。頼綱出家の後、頼綱の子等は全て幼少であったため、弟・宇都宮朝業が宇都宮家を代表して幕府に出仕することとなる。

### 出家後
頼綱はその後法然の弟子証空に師事したが、建保2年（1214年）頃までには鎌倉政庁の許しを得、5月には園城寺改修を拝命、山王社及び拝殿の修復に努めている。浄土宗に帰依した頃よりその潤沢な財力をもって京常盤や宇都宮、桐生などに念仏堂（庵）を建て、その由緒は現在もそれぞれ光明寺流「西方寺」、宇都宮「清巌寺」、桐生「西方寺」として受け継がれていると云われる。建保4年（1216年）、頼綱が伊賀国壬生庄の地頭を称し春日大社領を押領していると、興福寺の僧信賢が朝廷を介して鎌倉政庁に訴えて来たが、幕府の訴訟の範疇でないため記録所で示談された。 
承久3年（1221年）6月、 承久の乱が起きたが、頼綱は鎌倉留守居を務めた。また、嘉禄2年（1226年）には北条泰時の要請によって、泰時の孫の北条経時（後の第4代執権）と頼綱の孫娘の婚約が実現するが、婚姻実現から間もない寛元3年（1245年）に孫娘が子供の無いまま15歳で早世し、翌年には経時も病死してしまった。建長2年（1250年）3月、京の閑院殿の改築に際し、その造営雑掌の西二封の当番となる。
嘉禄3年（1227年）に発生した嘉禄の法難の際には、延暦寺の僧兵から法然の遺骸を守るために、蓮生（頼綱）の他、弟である信生（塩谷朝業）、法阿（東胤頼）、道弁（渋谷七郎）などの出家者や六波羅探題の武士団らと共に、東山の法然廟所から二尊院までの遺骸移送の護衛にあたった。
また、同族である藤原定家と親交が厚く、娘をその嫡男である為家に嫁がせている。為家が安貞元年（1227年）信濃国の知行国主になると、東国の事情に明るい頼綱が定家・為家親子の相談役として信濃国統治に関する助言を行っている。また、定家は鎌倉にいた頼綱の妻（時政の娘）から異母姉である北条政子の死去の報を六波羅探題よりも先に受けて、西園寺公経と対応を協議している（『明月記』嘉禄元年7月17日ー20日条）。
正元元年（1259年）11月12日、京にて死去。享年82。その遺言により京西山三鈷寺の証空の墓の側に葬られたとされる。現在、この善峯寺のほか、栃木県宇都宮市清巌寺と同芳賀郡益子町地蔵院にも墓碑がある。

## 歌人
頼綱は父や母、祖母譲りで歌人としても優れており、同族である藤原定家と親交を深め、宇都宮歌壇を京都歌壇、鎌倉歌壇に比肩するほどの地位に引き上げ、これらを合わせて日本三大歌壇と謂わしめる礎を築いた。『明月記』の嘉禎元年（1235年）閏6月20日の記事には、京都の宇都宮邸の位置が記録されており、現在の四条通りの一筋北の錦小路と新京極の通りのやや西の富小路の交わったあたりであることが判明している。そして藤原定家の京極邸はその北東約1.5ｋｍ弱の二条寺町にあったため、頼綱と定家の関係は親密さを増し、定家の子・藤原為家に頼綱の娘が嫁いだ。2人の間には御子左家嫡流の二条為氏と京極為教が生まれており、為氏が貞応元年（1222年）生まれのため、婚姻の年はそれ以前と考えられる。
寛喜元年（1229年）には、藤原定家と藤原家隆の2人の歌人が、宇都宮大明神（二荒山神社）で神宮寺を作ったときに襖を飾る障子歌として、大和国の名所歌十首を色紙に書いて贈っている。
嘉禎元年（1235年）の夏に、定家は頼綱に依頼されて、京都の西の郊外、嵯峨の中院に頼綱が立てた山荘の障子歌色紙を書いて贈っている。百人一首は、この際に定家に選定してもらった和歌98首をその襖絵として飾ったことに始まるといわれている。
十三代集や宇都宮歌壇の歌集である『新◯和歌集（しんまるわかしゅう）』には頼綱やその子孫の作品が多数収められている。
また、個人の歌集においても、頼綱の弟・塩谷朝業（信生）の『信生法師集』、朝業の子・笠間時朝の『前長門守時朝入京田舎打聞集（さきのながとのかみときともにゅうきょういなかうちぎきしゅう）』、頼綱の孫・宇都宮景綱（蓮瑜）の『沙弥蓮瑜集（しゃみれんゆしゅう）』が残されているほか、横田頼業（頼綱の二男）、八田時家（頼綱の祖父・朝綱の弟・八田知家の子）、武茂泰宗（景綱の三男）が勅撰集などに名を残している。こうした人々を中心に歌会が宇都宮や笠間などで催され、宇都宮歌壇と称される鎌倉に次ぐ地方歌壇の盛況を見せた。
頼綱自身の和歌は、『新○和歌集』に59首が収められているのをはじめ、『新勅撰和歌集』（3首）、『続後撰和歌集』（6首）、『続拾遺和歌集』（6首）、『新後撰和歌集』（6首）などの勅撰和歌集には39首が撰ばれており、重複を除くと約90首ほど現存する。

### 『新◯和歌集』
宇都宮一族の中には、頼綱と定家との親交のように、都の文化人との交流もあり、多くの歌人が生まれた。そうした宇都宮一族の和歌を中心にまとめられたのが『新○和歌集（しんまるわかしゅう）』である。名前の由来は、二荒山神社に伝わる寛文12年（1672年）の写本の奥書に、二条為氏が宇都宮に下向して、その際に編纂された和歌集は元は『新式和歌集』と言ったが、ある事情があって一字が除かれ「新○和歌集」となったと記されている。
『新○和歌集』は藤原定家と頼綱の孫にあたる二条為氏の撰によるとされ、186人の875首が収められています。頼綱の死（正元元年（1259年）11月12日）の直前の正元元年（1259年）9月ごろに完成されたと考えられ、蓮生の59首をはじめ、信生（塩谷朝業）、蓮瑜（宇都宮景綱）などの宇都宮一族に加え、源実朝、定家と為家親子など、京都、鎌倉を代表する歌人が名を連ねており、宇都宮一族の文化レベルの高さや人脈の広さを示している。